# Frades
Frades es un municipio de España en la provincia de La Coruña, comunidad autónoma de Galicia. Con capital en Cimadevila, está situado en la zona central de la provincia de La Coruña, con 12 parroquias y 138 entidades de población (aldeas).

## Ubicación
Integrado en la comarca de Órdenes, su capital, Cimadevila, se sitúa a 48 kilómetros de La Coruña. El término municipal está atravesado por la carretera nacional N-634, entre los pK 686 y 690, por la carretera provincial AC-524, que conecta con Órdenes, y por carreteras locales que permiten la comunicación entre las parroquias y con los municipios vecinos. 

## Límites
| Noroeste: Órdenes      | Norte: Mesía        | Nordeste: Mesía   |
| Oeste: Órdenes y Oroso |                     | Este: Mesía       |
| Suroeste: Oroso        | Sur: O Pino y Arzúa | Sureste: Boimorto |

## Geografía
El relieve del municipio se caracteriza por un terreno con ondulaciones y altozanos, sin grandes contrastes, con una ligera inclinación hacia el suroeste. El río Tambre hace de límite meridional con O Pino y Arzúa, mientras que su afluente, el río Samo, hace de límite con Órdenes y Mesía. La altitud oscila entre los 428 metros al norte (San Nicolau) y los 280 metros a orillas del río Tambre. La capital municipal se alza a 343 metros sobre el nivel del mar. 

## Historia
Perteneció, en el Antiguo Régimen a la provincia de Santiago, estando su territorio dividido entre dos jurisdicciones: la de Mesía y la de Folgoso, esta última bajo la tutela del Conde de Altamira.
Antiguamente esta localidad celebraba un gran mercado de ganado, que con la ejecución de la nueva carretera y la falta de acción local, ha acabado desapareciendo. 

## Geografía humana

### Demografía
Cuenta con una población de 2163 habitantes (INE 2024).
| Gráfica de evolución demográfica de Frades entre 1842 y 2021                                                          |
| |
| Población de derecho según los censos de población del INE. Población de hecho según los censos de población del INE. |

## Parroquias
Parroquias que forman parte del municipio:
- Abellá (Santo Estevo)
- Añá (Santa María)
- Ayazo (San Pedro)[4]
- Céltigos (San Xulián)
- Frades (San Martiño)
- Gafoy[4]
- Gallegos[4]
- Ledoira (San Martiño)
- Mesos (San Salvador)
- Moar (Santa Eulalia)
- Papucín (Santa María).
- Vitre (San Xoán)

## Monumentos
Entre sus monumentos y otros lugares de interés, están: Pazo en San Martiño de Galegos, donde en el año 1690 pernoctó Doña Mariana de Neoburgo y su hermano, cuando viajaban de Compostela a la corte (Mariana de Neoburgo, hija del elector del Palatinado, Federico Guillermo, embarcó en un puerto de Flandes y desembarcó en Mugardos a finales de 1689, a quien acompañó la escuadra inglesa del almirante Edward Russell. La comitiva viajó por tierra hacía La Coruña, a donde llegaron el 7 de abril de 1960, para tras una semana viajar a Compostela) Carlos II, su esposo, en agradecimiento concedió a sus propietarios el "derecho de cadena" (derecho de asilo para los que, perseguidos por la ley, buscaban refugio). Ermita en el monte de San Nicolás, la de San Roque, en Moar, la iglesia de Santa Mariña de Gafoi o la de San Xulián, en Céltigos.

## Servicios
Como servicios consta en centro médico, colegio público, farmacia, caja de ahorros y banco, droguería, supermercado, materiales de construcción y ferretería y numerosos cafés y bares. Para visitar destacan la zona fluvial de Aiazo y la presa que se encuentra en su límite con el municipio de El Pino.

## Galería de imágenes

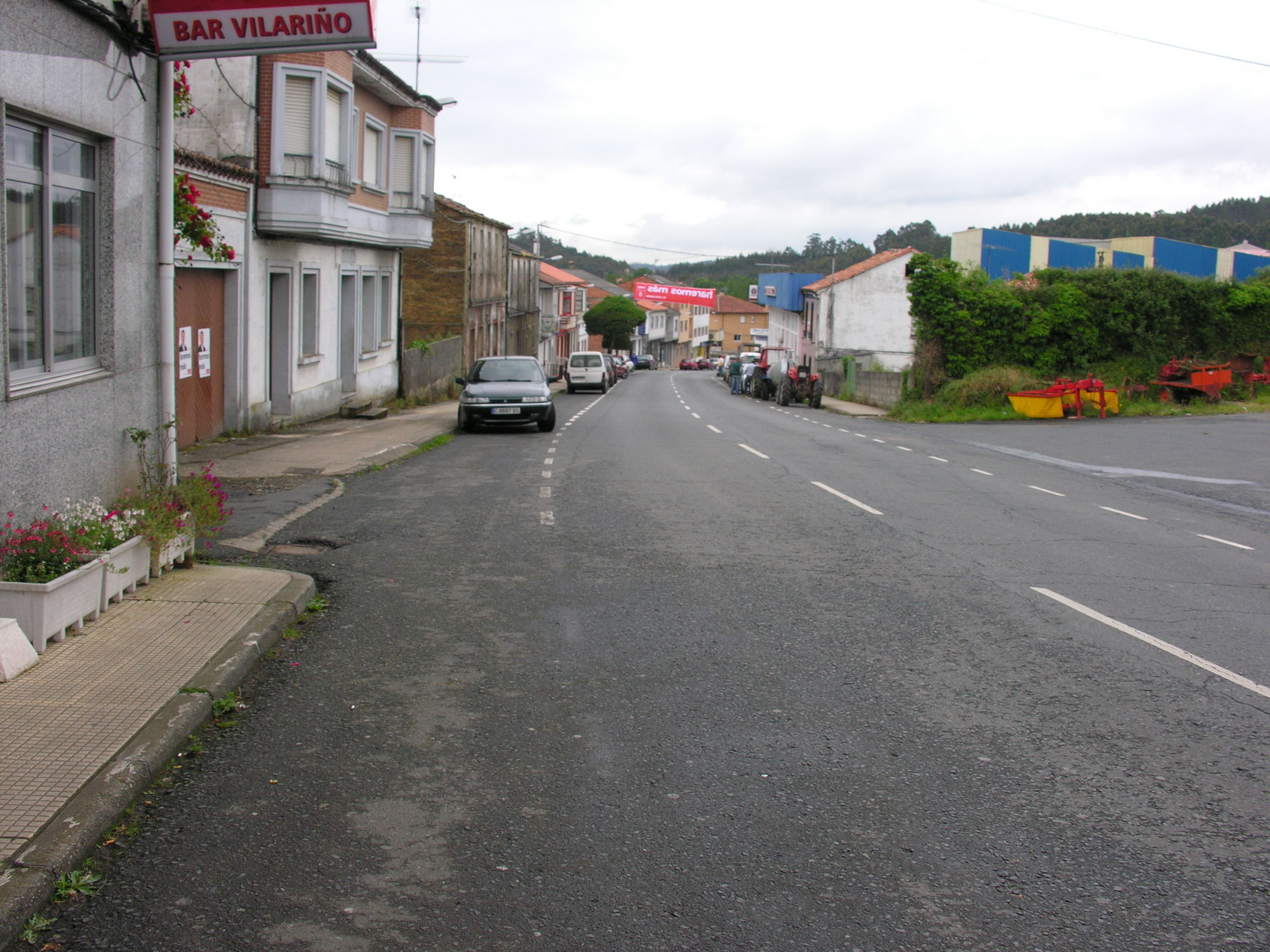
Carretera principal de Ponte Carreira, parroquia de Gafoi
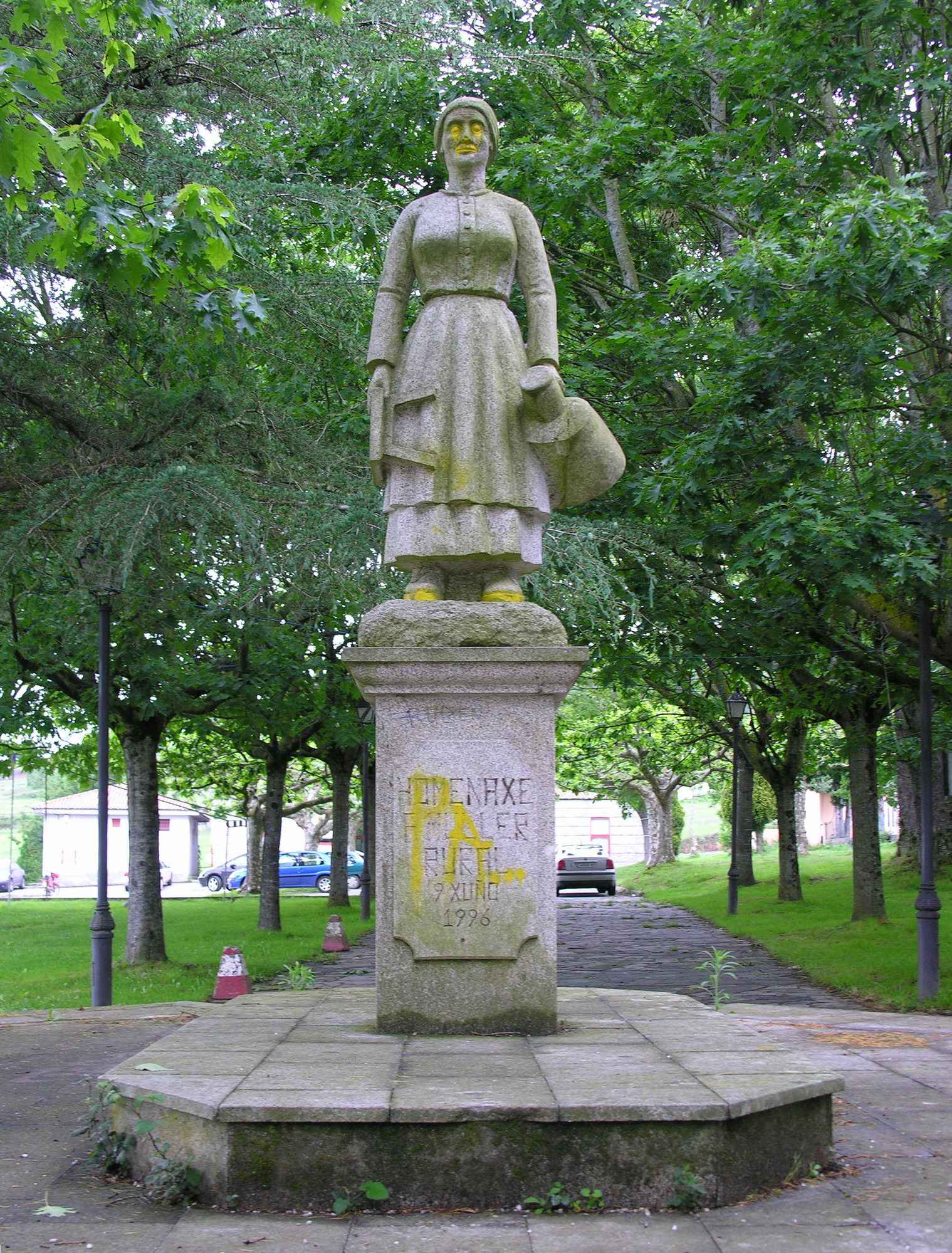
Estatua en homenaje a la mujer rural, parroquia de Gafoi.
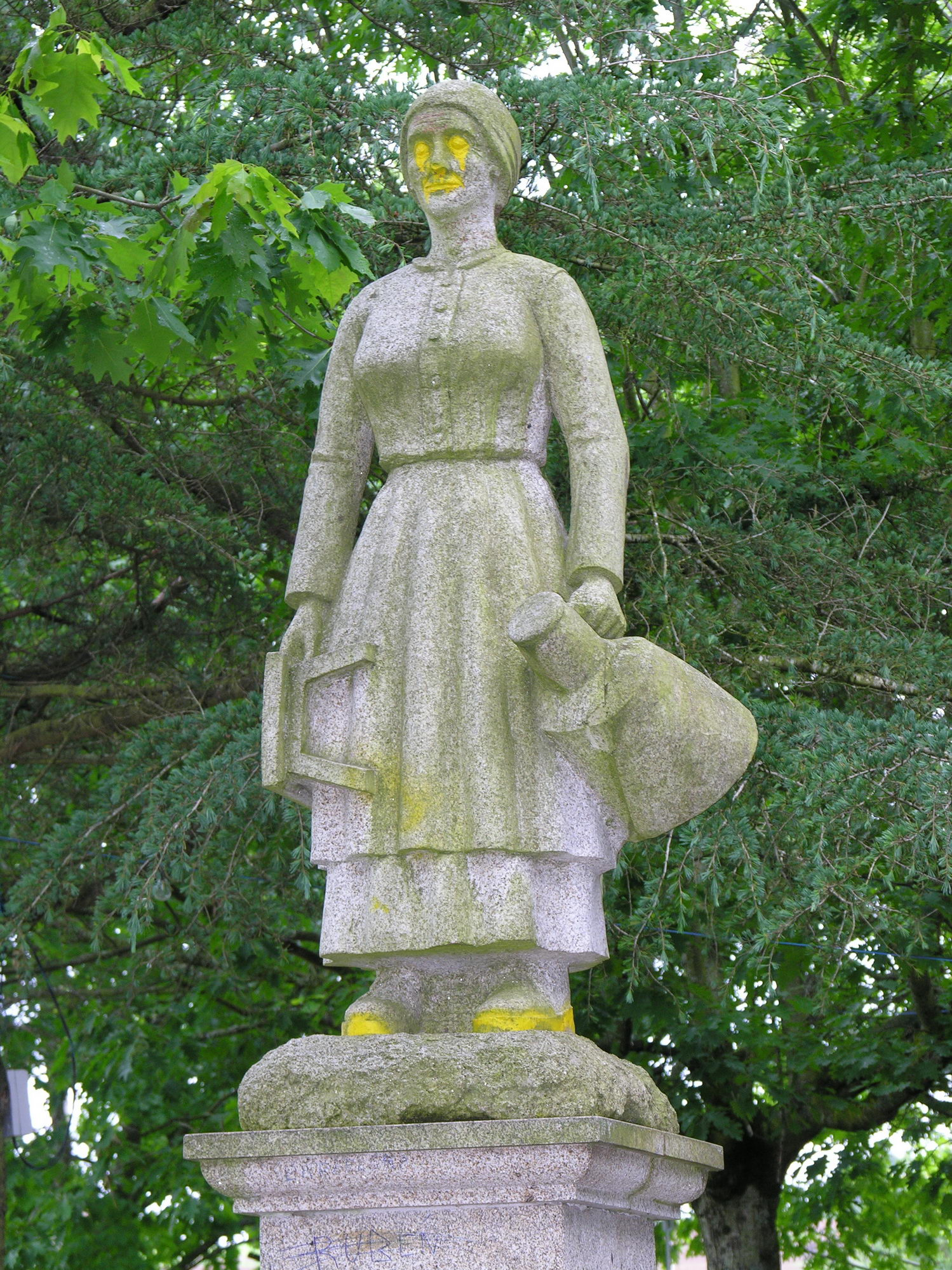
Detalle de la anterior estatua